# Keserűfű

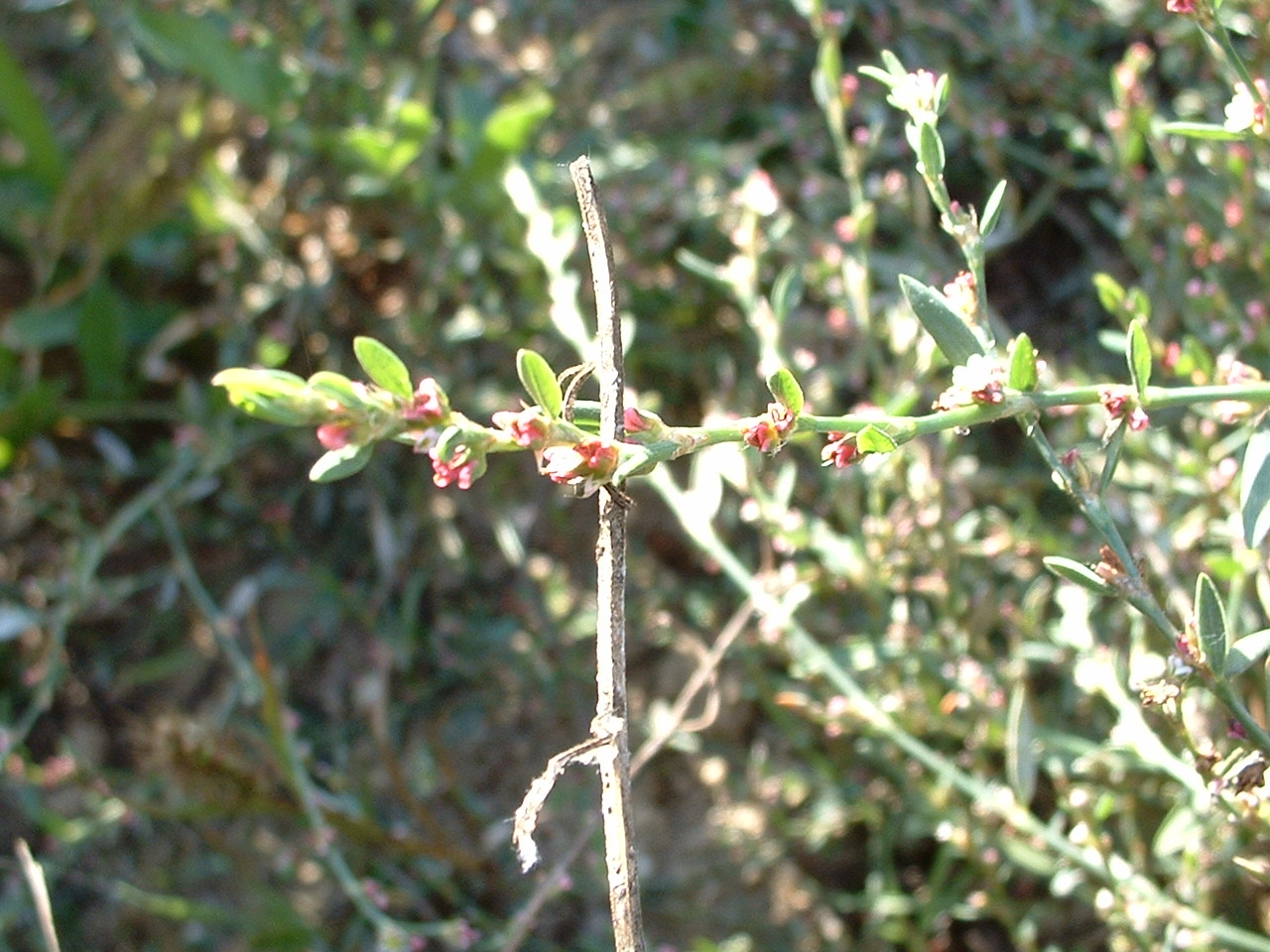
Porcsinkeserűfű (madárkeserűfű, Polygonum aviculare) virága

A keserűfű szegfűvirágúak (Caryophyllales) rendjében a keserűfűfélék (Polygonaceae) osztályának két nemzetsége (Polygonum, Persicaria), amelyeket magyarul egységesen keserűfűnek nevezünk. Egyes rendszerezők nemcsak ezt a két nemzetséget vonják össze a tágabb értelemben vett keserűfű (Polygonum) nemzetségbe, hanem még továbbiakat is:
- Bistorta,
- Fallopia,
- pohánka (Fagopyrum),
- japánkeserűfű (Reynoutria),
- Pleopterus.

Ebbe a tágabb értelemben vett nemzetségbe mintegy 200–250 faj tartozik. A helyzetet tovább bonyolítja, hogy ezek közül a többségi álláspont szerint a  japánkeserűfű (Reynoutria) nemzetség az önálló Fallopia nemzetség egyik fajsora. A rendkívül eltérő álláspontok ellentéteit csak a molekuláris genetikai vizsgálatok oldhatják fel.
A keserűfű név (akkor még keserű magú fű alakban) a magyar írásbeliségben 1533-ban, Murmellius szójegyzékében jelent meg. Egyes nyelvjárásokban keserűgaz alakja is használatos.

## Származása, elterjedése
Alapvetően kozmopolita, de főleg mérsékelt égövben terjedt el, különösen mediterrán éghajlaton.

## Megjelenése, felépítése
Rózsaszínű vagy fehér virágai fürtvirágzatba egyesülnek. Termése makkocska.

## Életmódja, termőhelye
Az egyes taxonok rendkívül eltérő körülményekhez alkalmazkodtak; homokpusztai, mocsári és magashegyi fajok egyaránt vannak köztük. A szél porozza be őket. Több faja is a kapás növények jellemző gyomnövénye.

## Rendszertani felosztása
1. Polygonum L. nemzetség (szűkebb értelemben):
- homoki keserűfű (csinos keserűfű, Polygonum arenarium)
- tatáriszalag (Polygonum aubertii, Polygonum baldschuanicum, Reynoutria aubertii)
- porcsinkeserűfű madárkeserűfű(Polygonum aviculare)
- Polygonum cognatum
- Polygonum cognatum
- Polygonum floridum
- festő keserűfű (Polygonum tinctoria)
- fiadzó keserűfű (Polygonum viviparum)

2. Persicaria Mill. nemzetség:
- örökzöld keserűfű (Persicaria affinis)
- keserű pacsirtafű (Persicaria amara)
- vidrakeserűfű (Persicaria amphibia)
- kígyógyökerű keserűfű (kígyózó keserűfű, Polygonum bistorta, Persicaria bistorta)
- Persicaria capitata
- dúslevelű keserűfű (Persicaria foliosa)
- borsos keserűfű (Persicaria hydropiper, Polygonum hydropiper) — légyfű, vízibors, vízihunyor, vízigyömbér
- lapulevelű keserűfű (Persicaria lapathifolia, Polygonum lapathifolium)
- baracklevelű keserűfű (Persicaria maculosa, Polygonum persicaria)
- keskenylevelű keserűfű (Persicaria minor)
- pulykaorrú keserűfű (Persicaria orientalis, Polygonum orientale)
- Persicaria perfoliata
- Persicaria senticosa
- Thunberg-keserűfű (Persicaria thunbergii)
- Persicaria viscosa

## Kapcsolódó szócikk
- Persicaria